# Народна мудрість
Народна мудрість або «Народна наука» (також відома як «народні знання», «народні мудрощі» або «народна класифікація» (не плутати з Народною класифікацією, методом класифікації осадових порід, названим на честь Роберта Л. Фолка ) відображає способи пізнання та передбачення природних і соціальних явищ без застосування формалізованих, суворо наукових методологій. (див. Науковий метод ) . Усе розуміння природи, що існувало до часів давньогрецької філософії, можна вважати проявом народної мудрості. Народна наука часто сприймається як альтернатива механістичному або «годинниковому» баченню світу, у якому функції кожного елементу чи взаємопов’язаних частин чітко визначені та відомі.
Незрозуміло, як саме у людях формується народна наука. Ця форма знань, така мудрість не має конкретного автора і не належить нікому особисто. Вона є надбанням поколінь, що передається інтуїтивно й безперервно. Як показують дослідження, навіть діти віком від 8 місяців здатні сприймати окремі уявлення, наприклад, з народної біології. З віком розуміння дітей змінюється, а система висновків, яку вони використовують, розвивається в міру їхнього дорослішання.  

## Народна мудрість —  природною формою пізнання
Народна мудрість часто сприймається як «загальнонаукова мудрість» у певній культурі, і люди часто не усвідомлюють, що їхні пояснення та розуміння спираються на народну науку.  Хоча таке сприйняття є поширеним явищем серед дітей, навіть дорослі часто перебільшують рівень свого розуміння складних механізмів. Оскільки народна мудрість є природною формою пізнання, яка виникає спонтанно, природно, довільно нею послуговуються не лише діти, а й дорослі — включно з вченіми. Народна наука знаходить відображення навіть у теоріях професійних вчених. Антропологічні дослідження показують, що наукові гіпотези нерідко базуються на неповних моделях, дедуктивних припущеннях і аналогіях. І хоча такі спрощення та прогалини не відповідають строгим стандартам наукового методу, вони часто виявляються ефективними. Наукові відкриття нерідко зберігають у своїй основі елементи народного підходу до пізнання світу. У деяких випадках дослідники можуть навмисно звертатися до народних методів, щоб доповнити або покращити свої власні. Кілька відомих інтуїтивних тверджень з народної науки (таких як те, що Земля плоска, або що Сонце обертається навколо Землі) пояснюють, чому важливо продовжувати використовувати науковий метод для збору даних, щоб підтвердити або спростувати народні наукові теорії.
Формальні науки, завдяки своєму глибокому проникненню в суспільство, можуть зрештою впливати на народні науки. Прикладом може бути концепція генетики, яка знайома більшості дорослих у 21 столітті, але тільки на рівні пересічної людини. Це призводить до народних наукових висновків, відмінних від тих, до яких дійшло б людство без цих знань. Деякі види народної науки існують у всіх культурах.   Наприклад, народна біологія схожа у багатьох людських суспільствах. Ці подібності дають змогу зрозуміти, до яких груп належать рослини та тварини, а також побудувати ієрархічну залежність цих груп (наприклад, «дуби» – це група рослин, яка входить до групи «дерева»). Такий підхід включає здатність робити висновки про деякі організми на основі інших, аналогічно класифікованих організмів.

## Народна українська історія
Народ скаже - як зав’яже. Багата й різноманітна творчість українського народу. Годі й перелічити усі різновиди, усе розмаїття народної мудрості, яке вважаються його скарбом. Українські влучні вислови та прислів’я — це невичерпне джерело духовної краси й народної мудрості, справжня енциклопедія повсякденного життя народу. Світ захоплюється мелодійними піснями й глибокими думками українців, милується барвистими коломийками та ліричними хороводами, що відображають єство України. У легендах, переказах і казках, що дійшли до нас крізь віки, вчувається відлуння давно минулих подій, постає захопливий і фантастичний світ, що виринає з глибин української історії. До неоціненних коштовностей української мудрості належать короткі влучні вислови, що в художній формі типізують різні явища життя. Це - прислів’я та приказки, вони є узагальненою пам’яттю, знаннями, мудрістю народу, висновками з життєвого досвіду. Вони дають право формулювати погляди на етику, мораль, історію. За народною мудрістю стоїть авторитет поколінь.
Творення найкращих фольклорних зразків, у тому числі прислів’їв та приказок, - довготривалий процес. Тому не можна з упевненістю говорити про час їх походження. Перші спроби осмислити життєві спостереження та висловити їх у простій зрозумілій формі виникли досить давно, коли людина тільки формувала свій духовний світ через пізнання природи і намагалася усвідомлювати себе як її частку. Найдавніші прислів’я та приказки пов’язані із спостереженнями над природою та трудовою діяльністю людини. Вдало сформульований образний вислів при нагоді повторювався тими, хто його чув від «автора», а від них переймався іншими, таким чином відбувався процес усного поширення як в просторі, так і в часі. У коротких влучних висловах відбилося споконвічне прагнення людини до освоєння таємниць природи, до розумного їх використання: «Грім гримить — буде хліб родить»; «Де верба — там вода». Значну частину скарбниці народної мудрості складають вислови, прислів’я та приказки саме про природу, її явища, рослинний і тваринний світ, працю і побут. Так народні афоризми відображають взаємини людини з природою від найдавніших часів, коли ще тільки формувалися початки словесного мистецтва. Природа виступала в них то як незрозуміла, ворожа сила, то як помічник людини: «Вогонь і вода добрі служити, але лихі панувати», «Тиха вода людей топить, а швидка тільки лякає», «Вітер добрий при стозі, а злий при морозі». Вивчаючи природу навколо себе, людина змінювала і саму себе, свої уявлення про навколишній світ, накопичувала досвід для подальшого удосконалення господарської діяльності та покращення свого життя. З давен в народі говорять: «Дощ у пору — золото», «Як сіно косять, то дощу не просять», «Хто влітку дармує, той взимку біду чує», «Питає лютий, чи добре взутий», «Сухий березень, теплий квітень, мокрий май — буде хліба урожай».
Багатовікова боротьба українського народу проти загарбників відобразилася в численних приказках народної мудрості, де вимальовується образ мужнього, справедливого, нескореного героя, який звик до труднощів і злигоднів, але який не потерпить наруги. Український воїн ладен краще загинути, ніж втратити свою честь і волю. Такими народ хотів запам’ятати своїх кращих синів, ідеал саме такої поведінки пропонувався в козацьких приказки: «Краще впадь, але не зрадь», «Козак з біди не заплаче», «Хоч і спина гола, аби своя воля», «Де козак — там і слава!». Для типового, буденного життя людиниі завжди важливі прислів’я, які відображають споконвічне й безнастанне прагнення до правди, щастя, фізичного й духовного здоров’я. Влучні народні вислови, витворені з практичного досвіду стверджують моральні й етичні категорії - совісті, справедливості, чесності й честі. 3 давніх-давен людей хвилювали вічні проблеми: про добро і зло, любов і щастя, честь і совість, смерть і безсмертя. Живучі в громаді, людям завжди були властиві почуття дружби, товариськості, добрих взаємин. Але нерідко, людині доводилося стикалася із неприязню, несправедливістю, ворожістю. Не дивно, що різні за змістом і формою зразки спілкування між людьми, залишили слід у зразках народної мудрості: «Без вірного друга велика туга», «Нема більшої біди над лихі сусіди», «Не буде добра, як між своїми вражда». Народна мудрість надає значення єдності та згоди, засуджуючи чвари. Протягом століть у народі склався своєрідний кодекс правил поведінки и кари, за відступ від них: «Згода будує, а незгода руйнує», «Мир та лад — великий клад», «Який учинок, така й кара», «Не займай чужого, той не бійся нікого».
Перлини усної народної мудрості — невід’ємна складова духовної культури українського народу, невичерпне джерело знань і досвіду, яке формувалося протягом століть і передається з покоління в покоління. Формування духовності сучасного суспільства неможливе без глибокого знання традицій минулого, культурних явищ та скарбів народної мудрості. Саме тому в роки незалежності України простежується поступове становлення духовного середовища українського народу, тісно пов’язане з історичними подіями та соціальними процесами. Особливо важливою є оцінка взаємодії язичницького та християнського світоглядів, яка проявляється на різних етапах розвитку української усної народної творчості. Мудрість народної словесності відіграє визначальну роль у формуванні етнопсихології, впливає на сучасні дослідження з історії, культурології, міфології, а також формує основи світогляду українського народу. Вона є джерелом моральних орієнтирів, естетичних цінностей та національної самосвідомості.

## Деякі приклади народної науки
- Народна біологія
- Народна історія
- Народна лінгвістика
- Народна психологія
- Народна таксономія
- Неформальна математика
- Наївна фізика
- Фізіогномія
- Погодні знання